# Couvent Sainte-Catherine-du-Val-des-Écoliers
Le couvent Sainte-Catherine-du-Val-des-Écoliers, également appelée prieuré ou monastère ou église Sainte-Catherine-de-la-Couture à Paris est une ancienne église parisienne fondée par les sergents d'armes de la garde du roi, en mémoire de la bataille de Bouvines puis détruite à la fin du XVIIIe siècle. Ses dépendances servirent de cimetière.

## Situation
Le bâtiment était situé à l'intérieur d'un quadrilatère rue de Turenne, rue de Jarente, rue de Sévigné, rue Saint-Antoine et occupait l'emplacement de l'actuelle place du Marché-Sainte-Catherine du 4e arrondissement de Paris.

## Historique
En 1201, quatre professeurs de l'université de Paris, préférant la solitude au monde et la vie privée à la réputation que leurs lumières et leurs talents leur avaient acquise, se retirent dans une vallée déserte de la Champagne où ils bâtissent des cellules et un oratoire, fondations du premier prieuré du Val des Écoliers. Leurs écoliers les y suivent. Une congrégation se forme, dite l'ordre du Val-des-Écoliers. Les jeunes gens qui la composent font le vœu de chasteté sous le patronage d'une vierge, sainte Catherine. Moins de trente ans après, cet ordre compte vingt prieurés.
En 1228, l'un de ces prieurés est établi à Paris par Nicolas Giboin, bourgeois qui cède trois arpents de terre (environ un hectare) qu'il possède près de la porte Baudet à l'extérieur de l'enceinte de Philippe-Auguste (aux alentours de l'actuelle rue de Sévigné). L'église est alors fondée par les sergents d'armes de la garde du roi, en mémoire de la bataille de Bouvines. Le roi saint Louis  pose la première pierre du couvent en 1229 et le dote de revenus.
Voici les inscriptions qu'on lisait sur deux pierres du portail, où l'on voyait l'effigie de saint Louis entre deux archers de sa garde : 
« À la prière des sergents d'armes, monsieur sainct Loys fonda ceste église et y mist la première pierre ; et fust pour la joye de la victoire qui fust au pont de Bovines, l'an 1214. »
« Les sergents d'armes pour le temps gardoient ledit pont, et vouèrent que si Dieu leur donnoit victoire, ils fonderoient une église en l'honneur de madame saincte Katherine ; ainsi fust-il. »
L'établissement faisait partie de l'université de Paris. Les sergents d'armes font de cette église le siège de leur confrérie, et presque tous y ont leur sépulture. Ainsi, y sont enterrés les maréchaux de Champagne et de Normandie tués sur l'ordre d'Étienne Marcel ; devant son portail sont exposés les cadavres d'Étienne Marcel et de 54 de ses compagnons tués à la porte Saint-Antoine, et dans son cimetière sont enterrés secrètement Jean Desmarets et d'autres victimes de la révolte des Maillotins de 1383.
En 1234 est fondée la première maison fille de Sainte-Catherine, le prieuré du Val-Saint-Éloi, entre Chilly et Longjumeau.
Le cloître fut construit par le trésorier du Temple, Jean de Milly, et d'autres frères du Temple ont fait bâtir à leur frais l'infirmerie et le mur de clôture. L'église de style gothique en forme de croix latine était assez vaste, environ 50 mètres de long. Son portail s'ouvrait en face de l'actuelle caserne des Pompiers de la rue de Sévigné et on accédait au transept par un passage sur la rue Saint-Antoine à l'emplacement de l'actuelle rue Caron.
En 1247, le prieur du Val des Écoliers achète à l'abbesse Jeanne Ire un terrain de l'abbaye du Pont-aux-Dames, situé rue des Jardins, entre la maison des dites religieuses et celle de Pierre Flamingis.
Le cloître  et les bâtiments du prieuré étaient bordés par un jardin qui s'étendait jusqu'à l'emplacement de l'actuelle rue de Turenne (du no 5 au no 17).
Louis XI octroie des dons à l'église le 22 octobre 1461 et le 3 juin 1477. Il confirme encore ses privilèges en juin 1480.
Le 17 septembre 1486 Jean Trigeau, plâtrier à Paris rue des Petits-Champs, prend à bail une maison servant « a cuyre et a batre plastre avecques ung lieu servant a mettre la pierre, sise en la deuxième cour du prieuré Sainte-Catharine-du-Val-des-Écoliers et appartenant à cet établissement, moyennant 16 livres tournois »
En 1629, l'ordre de Sainte-Catherine est réuni à la congrégation de Sainte-Geneviève. La maison de la rue Saint-Antoine devient alors le noviciat de cette congrégation. En 1661, le portail est de l'église est reconstruit. Armand-Charles de La Porte de La Meilleraye, duc Mazarin, en pose la première pierre : la médaille commémorative de l'événement est conservée à Paris au musée Carnavalet.
En 1767, comme les bâtiments tombent en ruines, ce noviciat est transféré dans la maison des Jésuites, dont l'ordre vient d'être supprimé. Dans cette translation, le prieuré est démoli en 1773-1774 et l'église en 1777. À son emplacement, on aménage en 1783 sur les plans de Soufflot la place du Marché-Sainte-Catherine, les rues d'Ormesson, de Jarente, Necker, Caron et l'impasse de la Poissonnerie.

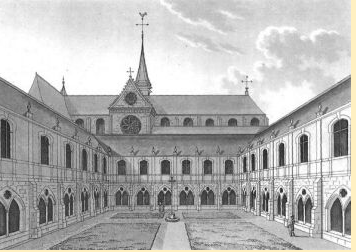
Cloître Sainte-Catherine.
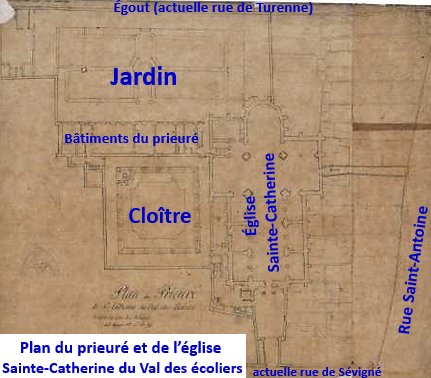
Plan de l’église et du prieuré Sainte-Catherine.
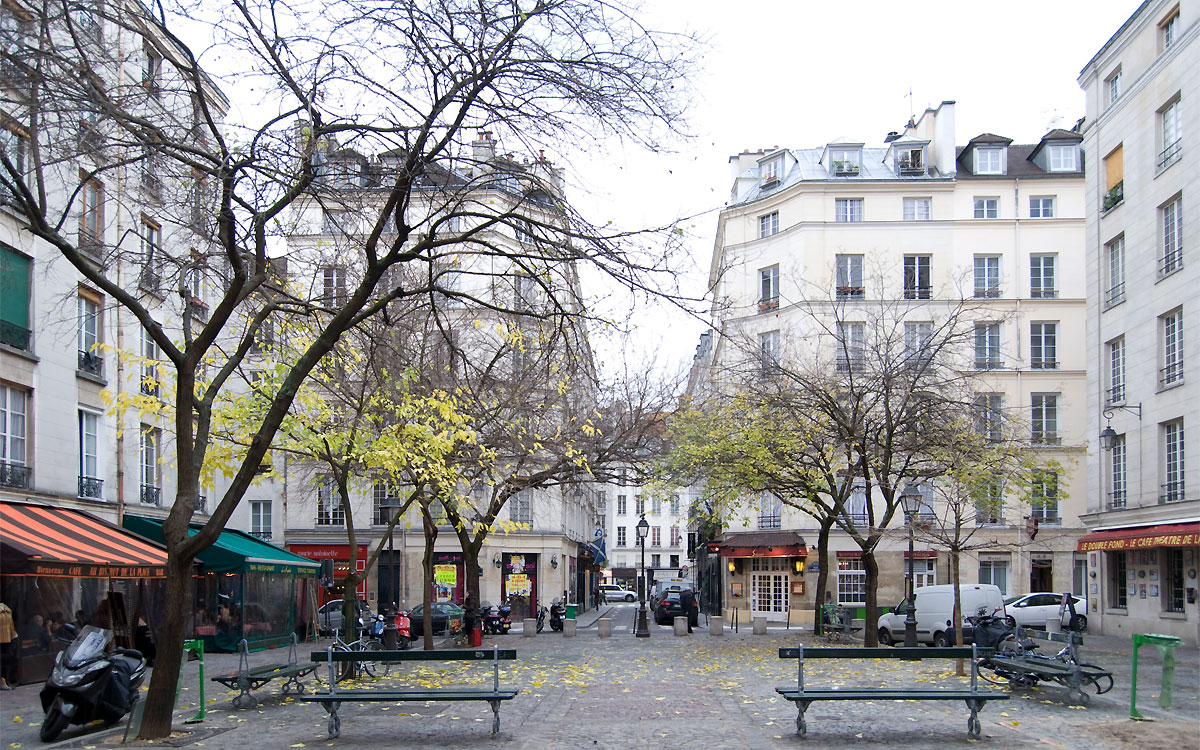
Place du Marché-Sainte-Catherine.

## Les sergents d'armes

Relevé des sculptures de l'église pour Gaignières, fin XVIIe siècle
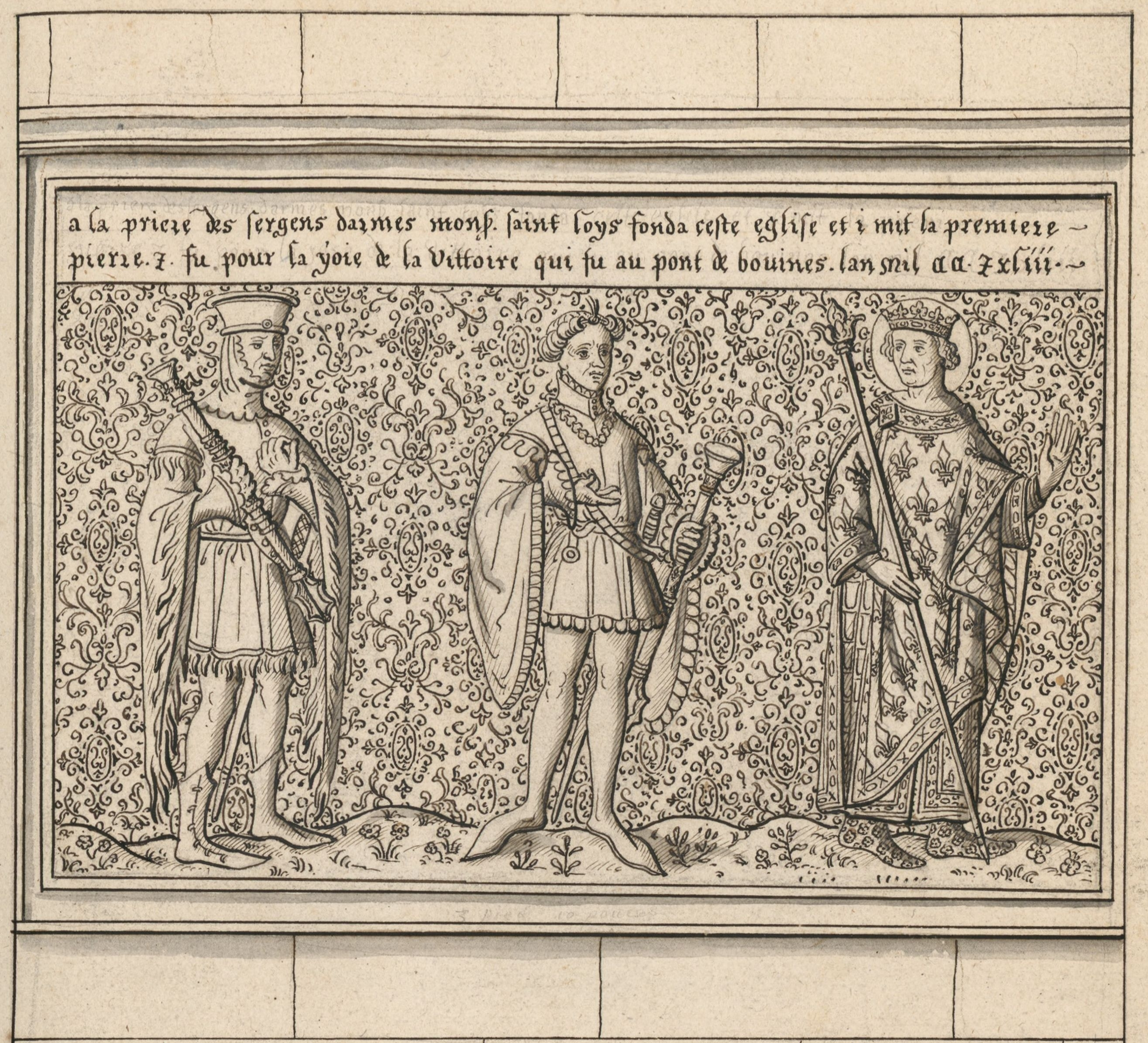
Louis IX et les sergents.
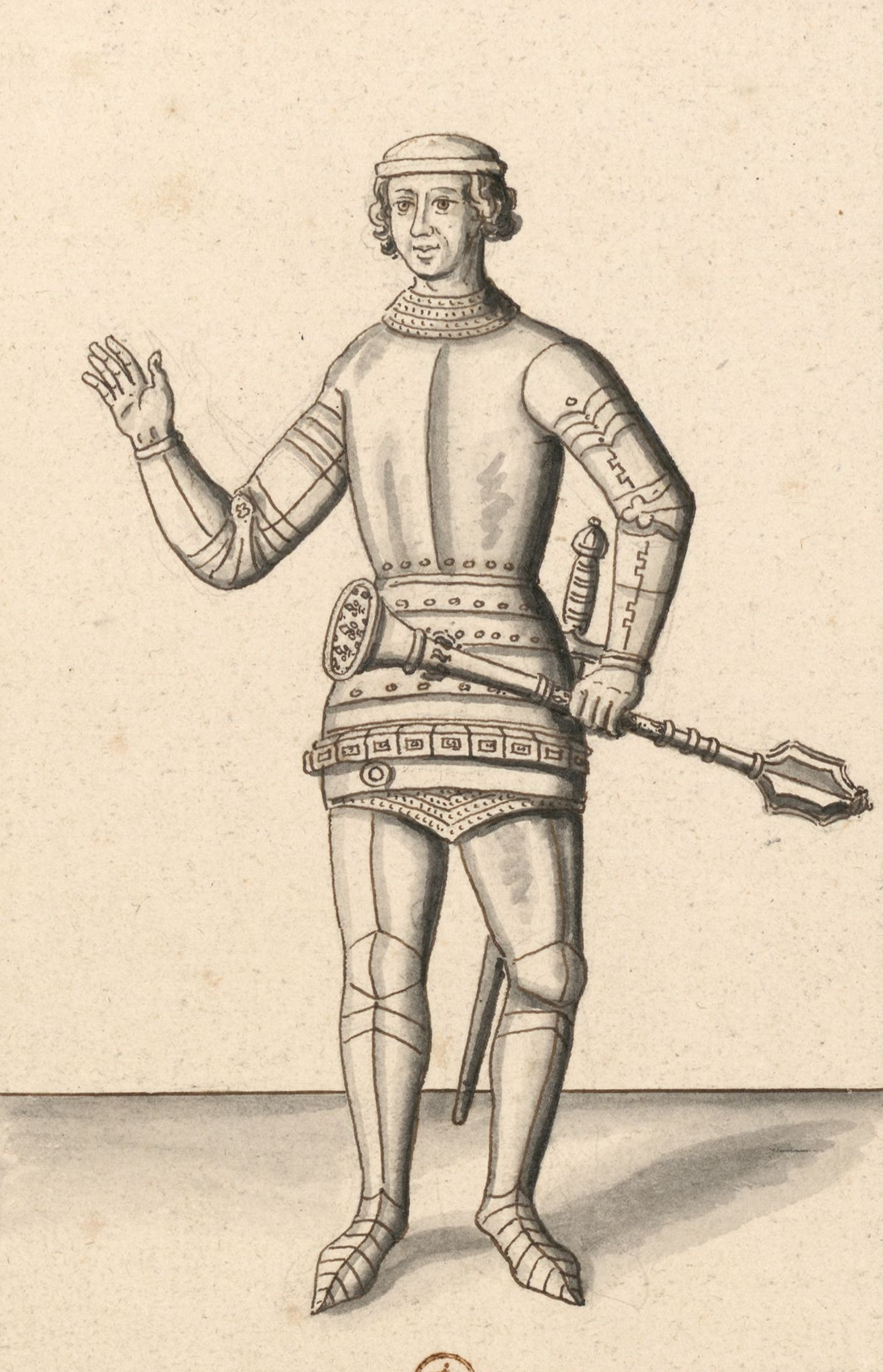
Sergent d'armes.
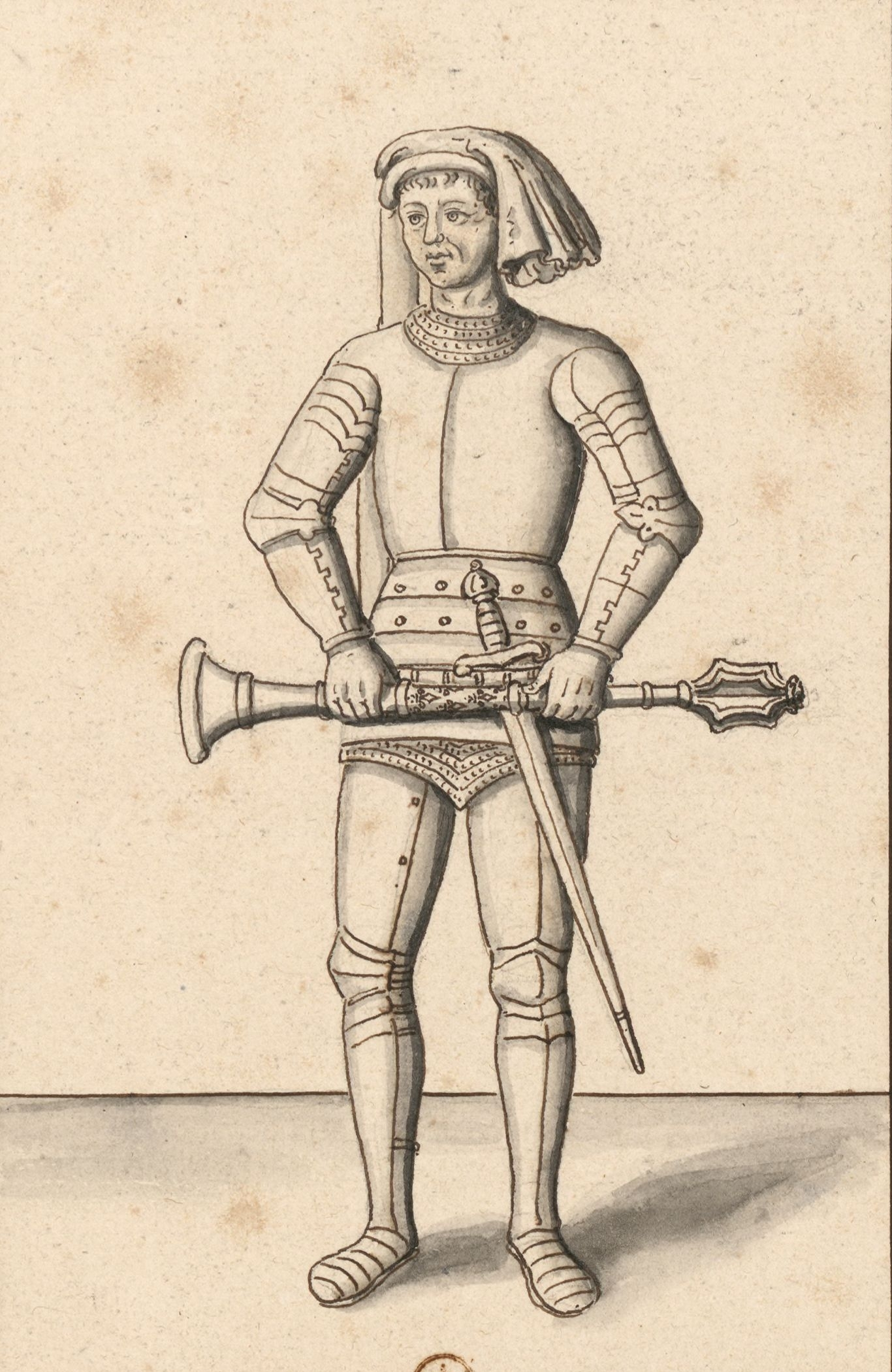
Sergent d'armes.
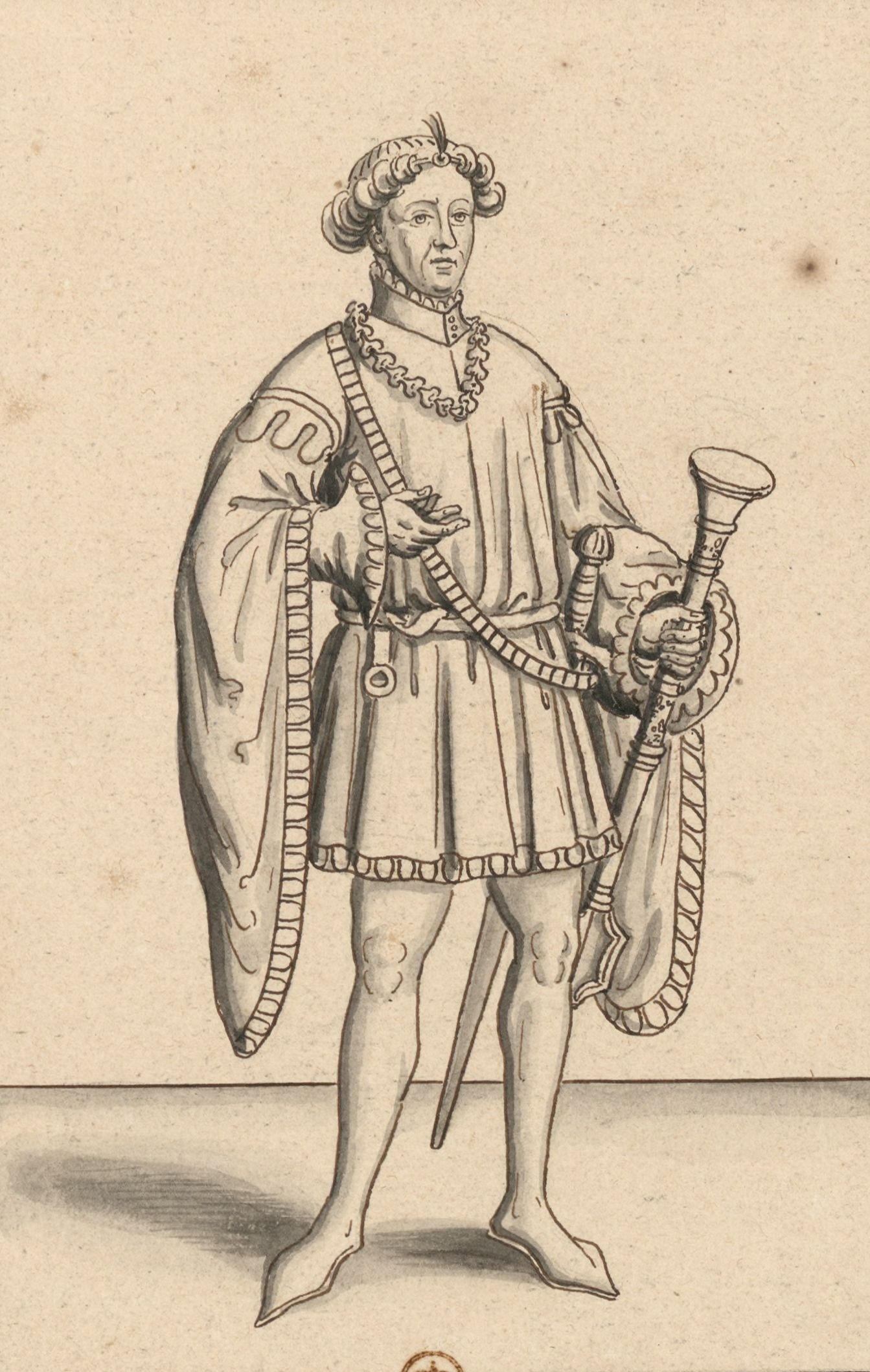
Sergent d'armes.
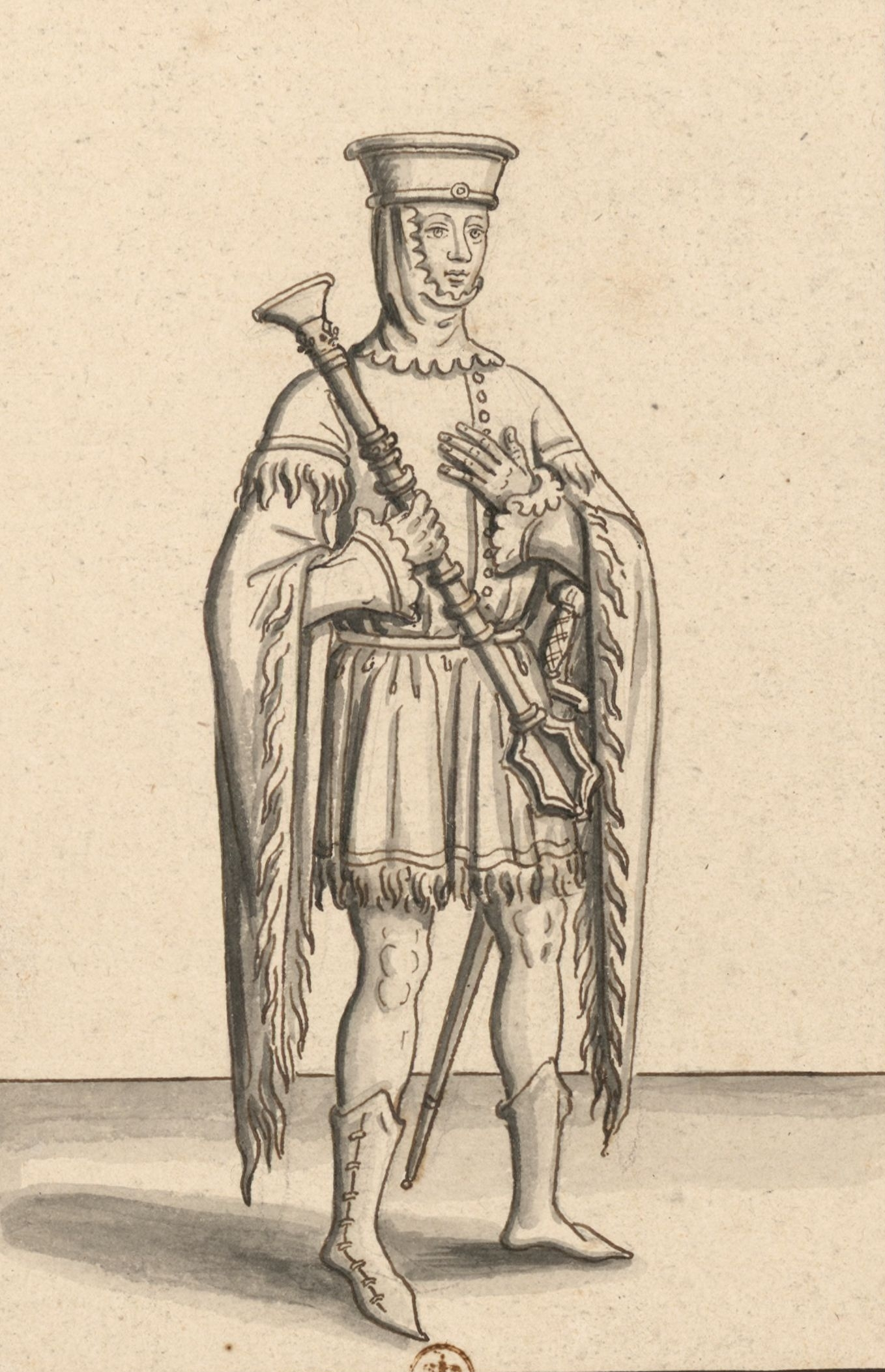
Sergent d'armes.
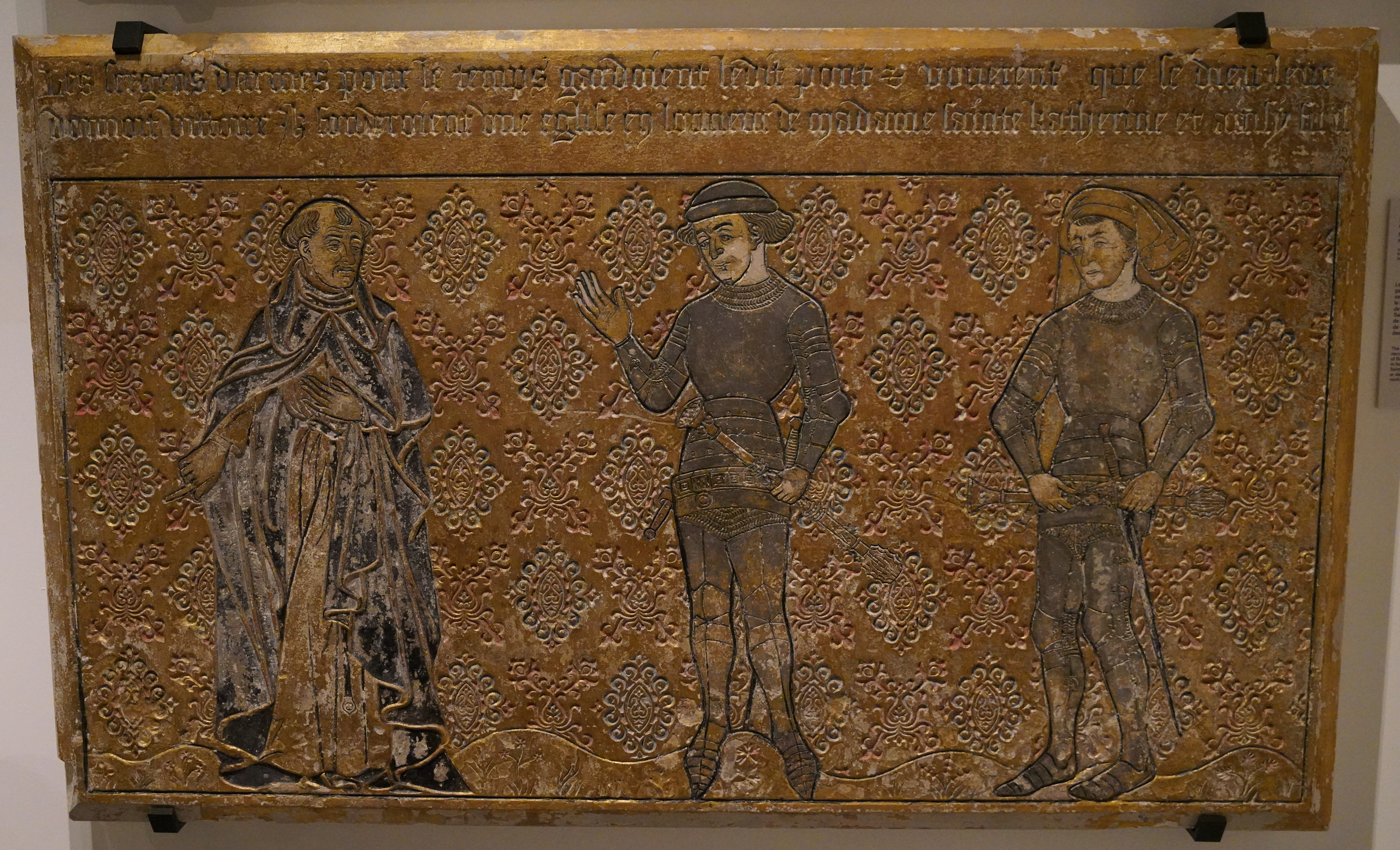
Les sergents au Musée Carnavalet.

## Cimetière

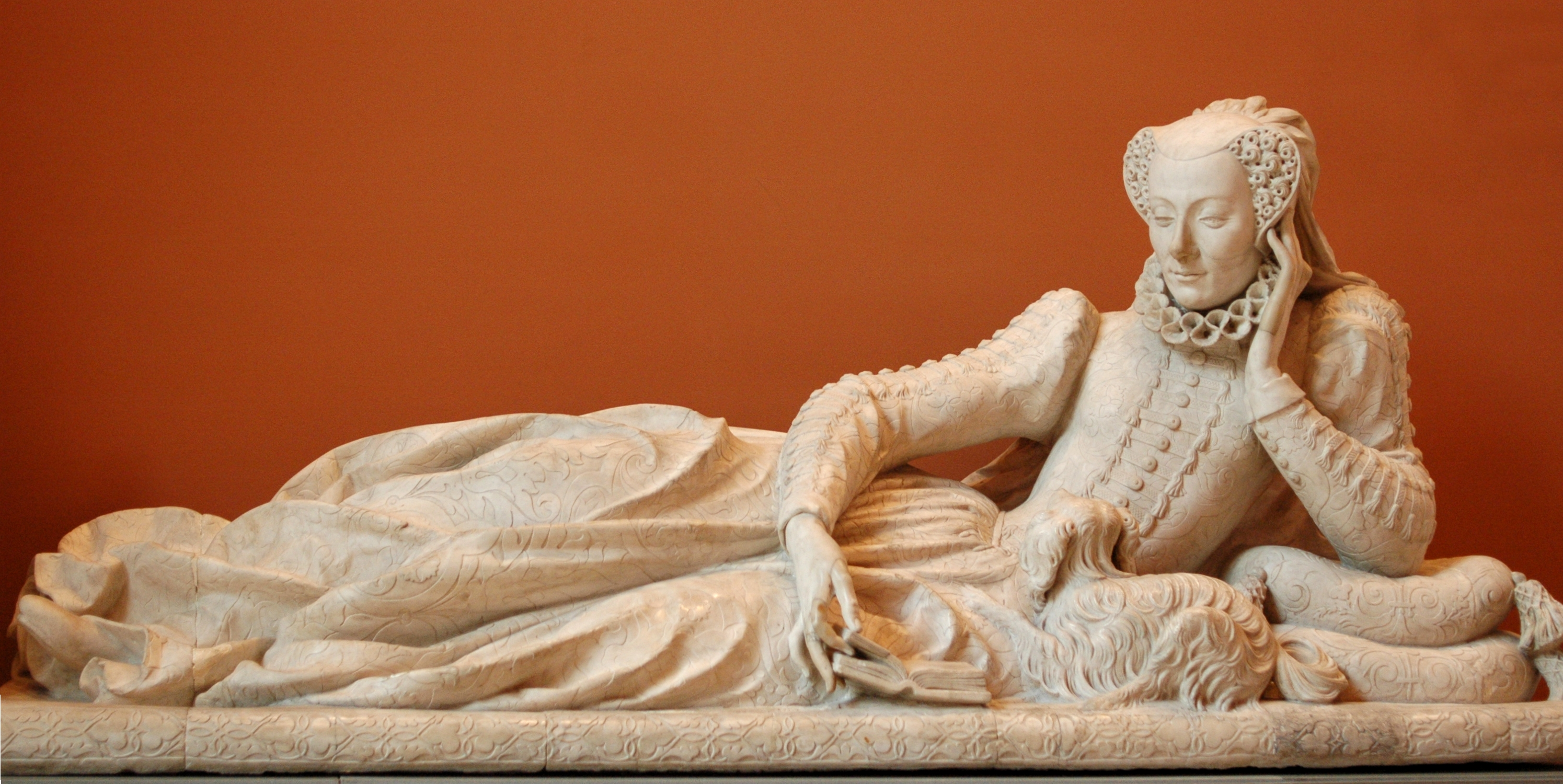
Germain Pilon, Tombeau de Valentine Balbiani (1518-1572) (1574, détail), marbre, Paris, musée du Louvre. Valentine Balbiani est l'épouse du futur cardinal René de Birague.

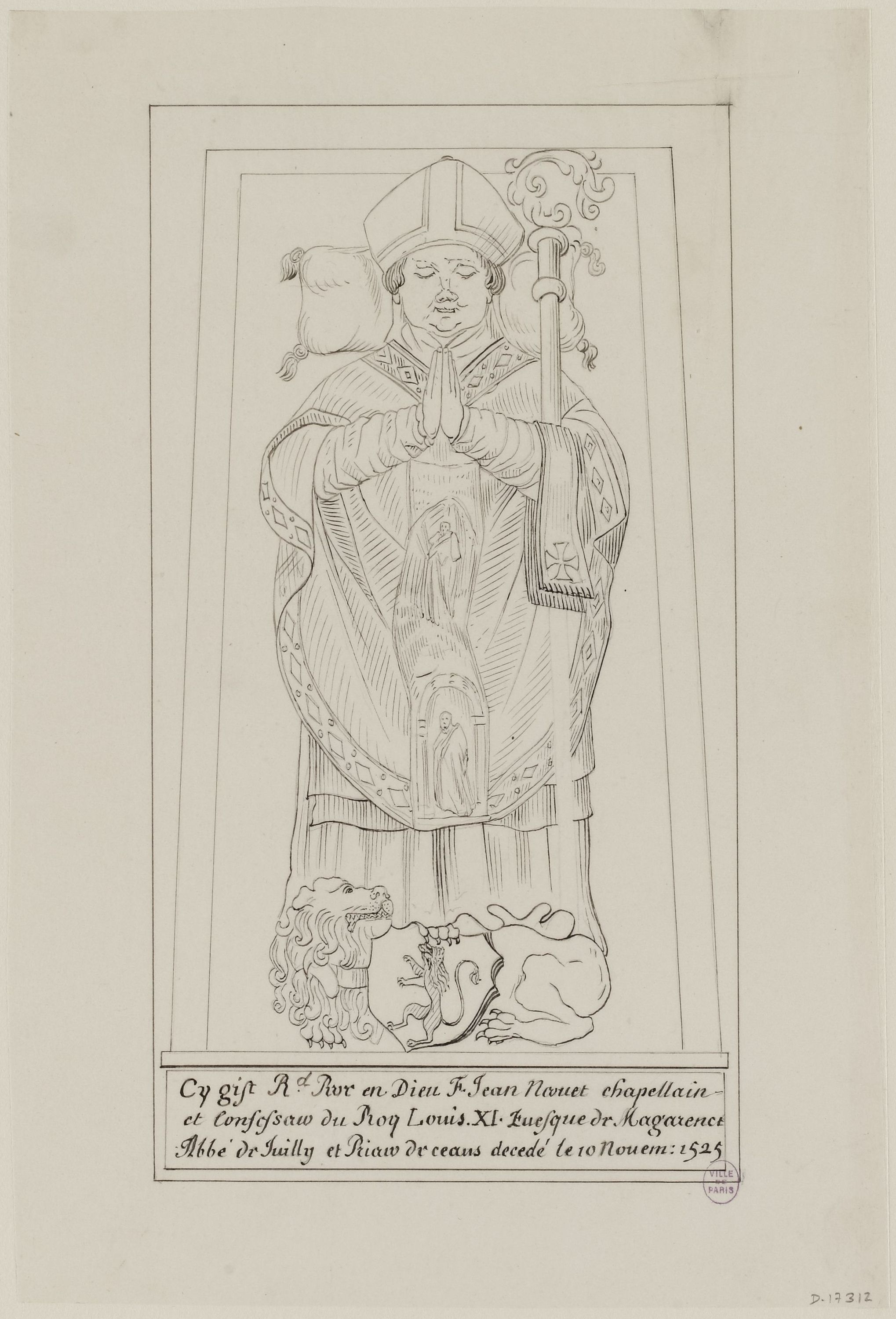
Jean Nervet prieur de l'abbaye.

Furent inhumés dans le couvent :
- René de Birague ;
- Jean II de Brienne[9], fils de Alphonse de Brienne et petit-fils de Jean de Brienne roi de Jérusalem ;
- Jean Desmarets ;
- Jacques de Ligneris ;
- Jean III de Chalon-Arlay ;
- Antoine Sanguin de Meudon et sa sœur Anne Sanguin mère d'Anne de Pisseleu duchesse d'Étampes et maitresse favorite de François Ier ;
- Plusieurs membres de la famille d'Estampes de Valençay dont Jean d'Estampes de Valençay ;
- Les entrailles de Charles Faure y furent inhumés avant de rejoindre l'église Saint-Louis-des-Jésuites ;
- Pierre d'Orgemont.

Certains des tombeaux furent transférés dans l'église Saint-Louis-des-Jésuites lorsque les Génovéfains vinrent occuper, en 1768, l'ancienne maison professe des Jésuites.

## Propriétés, revenus

### Fiefs, fermes et moulins
- Fief de Launay à Orsay, acquit en 1258.